# بنیو (ژیروند)
بنیو (به فرانسوی: Baigneaux) یک کمون (فرانسه) در فرانسه است که در canton of Targon واقع شده‌است. بنیو ۷٫۹۳ کیلومتر مربع مساحت دارد ۶۸ متر بالاتر از سطح دریا واقع شده‌است.